# Slovenská národná strana (historyczna)
Slovenská národná strana (pol. „Słowacka Partia Narodowa”, SNS) – słowackie, nacjonalistyczne ugrupowanie polityczne działające w latach 1871–1938 na terenie austro-węgierskiego Królestwa Węgier, a następnie Czechosłowacji. Do I wojny światowej partia była głównym słowackim ugrupowaniem stojącym w opozycji do nacjonalizmu węgierskiego.
SNS oficjalnie powstała na konferencji 6 czerwca 1871 r. w 10. rocznicę ogłoszenia odrzuconego przez parlament węgierski „Memorandum narodu słowackiego”, w którym słowaccy działacze domagali się uznania swych praw narodowych, prawa do używania języka słowackiego w edukacji i sądach oraz autonomii w ramach Królestwa Węgier. Do powstania ugrupowania doprowadziły porażki wyborcze kandydatów słowackich w wyborach 1861, 1865 oraz 1869 r.
Jądro partii tworzyli głęboko konserwatywni działacze, w większości wybitni literaci jak pierwszy przewodniczący Viliam Paulíny-Tóth oraz ideolog partii Svetozár Hurban-Vajanský. Ich ideologia nawiązywała do rozmyślań politycznych Ľudovíta Štúra, heglizmu i jego idealizacji państwa. Idee rewolucyjne czy hasła niepodległościowe nie były w niej obecne. Jednak funkcjonowanie w ramach systemu polityczno-prawnego ówczesnych Węgier nie pozwalało wpływać legalnymi środkami politycznymi na położenie, w jakim znajdowało się społeczeństwo słowackie. Działacze SNS zdawali sobie z tego sprawę, co było źródłem ich marazmu i pesymizmu politycznego, widocznego m.in. w publicystyce Vajanskiego.
Taki stan rzeczy powodował niechęć wśród bardziej aktywnych polityków oraz fal dorastającej młodzieży. Z krytyki konserwatyzmu SNS zrodziły się dwie znaczące grupy: tzw. „nowa szkoła” oraz inspirowani przez działalność Masaryka hlasiści, których nazwa wywodzi się od pisma „Głos” (słow. Hlas). Obydwie grupy inspirowały się liberalizmem. Nowa szkoła orientowała się na Węgry, hlasiści ku czechosłowakizmowi. „Nowa szkoła” rozpadła się w 1875 r. i jej członkowie albo zmadziaryzowali się, albo wrócili do SNS. Hlasiści – jak Vavro Šrobár i Milan Hodža – stali się później reprezentantami dominującego nurtu 1. republiki czechosłowackiej. Do listopada 1913 r., gdy powstała Słowacka Partia Ludowa ks. Hlinki, SNS była jedyną głosicielką słowackiego samostanowienia.
Dziesięciolecie przed I wojną światową zdominowane zostało przez odśrodkowe dążenia nowo powstałego i umacniającego się katolickiego skrzydła w SNS, wyłonionego z węgierskiej partii katolickiej (węg. Katolikus Néppárt). Podczas wojny SNS nie funkcjonowała, jednak wiosną 1918 r. rosł aktywność jej członków nasiliła się. Po manifestacji socjaldemokratycznej 1 maja 1918 r. w Liptovskim Svätym Mikulášu, na którym żądano samostanowienia dla Słowaków, 24 maja 1918 spotkała się elita partii i zdecydowała się opowiedzieć za powstaniem państwa czechosłowackiego. 30 października 1918 r. powstała Słowacka Rada Narodowa (SRN), która przyjęła „Deklarację narodu słowackiego”, w której działacze różnych ugrupowań słowackich domagali się prawa do samostanowienia, uznania SRN za reprezentanta narodu słowackiego oraz zgłaszali akces do wspólnego państwa z Czechami. Tylko ostatni postulat zrealizował się w czasie istnienia 1. republiki czechosłowackiej.
Obecna Slovenská národná strana oficjalnie nawiązuje do jej tradycji.